# Lahrer Herrlichkeit
Die Lahrer Herrlichkeit ist eine Landschaft in der Verbandsgemeinde Flammersfeld im rheinland-pfälzischen Landkreis Altenkirchen.

## Allgemeines
Die Landschaft liegt am Mittellauf der Wied und trägt ihren Namen nach der Burg Lahr, die heute als Ruine über die Wied ragt. Zur heutigen Lahrer Herrlichkeit gehören die Orte Burglahr, Peterslahr, Eulenberg und Oberlahr, die Einwohnerzahl beträgt rund 1600 (Stand 31. Dezember 2019), das Gebiet umfasst etwa 12 km².

## Geschichte
Das Gebiet wurde im 13. Jahrhundert erstmals erwähnt, war zunächst in isenburgischem Besitz und kam dann zu Kurköln, das hier einen eigenen Herrschaftsbereich (daher „Herrlichkeit“) aufbaute und mit der Lahrer Burg gegen Kurtrier und die Grafschaften Wied und Sayn sicherte. Die historische (kurkölnische) „Lahrer Herrlichkeit“ umfasste nur die Orte Burglahr und Oberlahr. Die Orte Peterslahr und Eulenberg gehörten dagegen zu Kurtrier.
Aufgrund des Reichsdeputationshauptschlusses kamen sowohl die kurkölnischen wie auch die kurtrierischen Orte 1803 an das Herzogtum Nassau und schließlich 1815 an Preußen.
Heute ist die Gegend ein beliebtes Ausflugsziel. Der Fernwanderweg Westerwald-Steig führt auf seiner 14. Etappe bei Peterslahr durch die Lahrer Herrlichkeit.